# Hynobius amakusaensis
Espèce
Hynobius amakusaensis est une espèce d'urodèles de la famille des Hynobiidae.

## Répartition
Cette espèce est endémique de Kamishima dans les Amakusa à Kyūshū au Japon. Elle se rencontre dans la préfecture de Kumamoto de 410 à 430 m d'altitude.

## Étymologie
Son nom d'espèce, composé de amakusa et du suffixe latin -ensis, « qui vit dans, qui habite », lui a été donné en référence au lieu de sa découverte, les Amakusa.

## Publication originale
- Nishikawa & Matsui, 2014 : Three new species of the salamander genus Hynobius (Amphibia, Urodela, Hynobiidae) from Kyushu, Japan. Zootaxa, no 3852, p. 203–226.